# Titularbistum Migirpa
Migirpa ist ein Titularbistum der römisch-katholischen Kirche. 
Es geht zurück auf einen untergegangenen Bischofssitz in der gleichnamigen antiken Stadt, die in der römischen Provinz Africa proconsularis (heute nördliches Tunesien) lag. Der Bischofssitz war der Kirchenprovinz Karthago zugeordnet.
| Titularbischöfe von Migirpa |                   |                                       |                 |                   |
| Nr.                         | Name              | Amt                                   | von             | bis               |
| 1                           | Martin Wiesend    | Weihbischof in Bamberg (Deutschland)  | 19. Januar 1967 | 7. Mai 2003       |
| 2                           | Daniel Bohan      | Weihbischof in Toronto (Kanada)       | 14. Mai 2003    | 30. Mai 2005      |
| 3                           | Joseph Jude Tyson | Weihbischof in Seattle (USA)          | 12. Mai 2005    | 12. April 2011    |
| 3                           | Michael Gerber    | Weihbischof in Freiburg (Deutschland) | 12. Juni 2013   | 13. Dezember 2018 |
| 4                           | Andris Kravalis   | Weihbischof in Riga (Lettland)        | 8. März 2019    |                   |